# 有扈氏
有扈氏，夏初的一个部落名，和夏同姓，皆为姒姓部族，位于今陕西西安市鄠邑区一带，另说在河南原阳县一带，或说为东夷少昊氏族的九扈部落。
禹死后本来是伯益继位，但是禹的儿子启破坏了传统的禅让制度，自己继承了王位。有扈氏不服，以“尧舜举贤，禹独与之”为名反对启的统治。启发兵讨伐有扈氏，大战于甘（今陕西西安市鄠邑区），战前，启作《甘誓》称“有扈氏威侮五行，怠弃三正。天用剿绝其命，今予惟恭行天之罚。”这场战争的结局是有扈氏战败被灭，其部众被罚为奴隶。各部落不再有异议，启的统治得以确认巩固，家天下的世袭制取代了禅让。《淮南子·齐俗训》评论说：“有扈氏为义而亡，知义而不知宜也。”
有扈氏兵敗後北遷至易水，發展为有易部落。